# Sergio Scaglietti

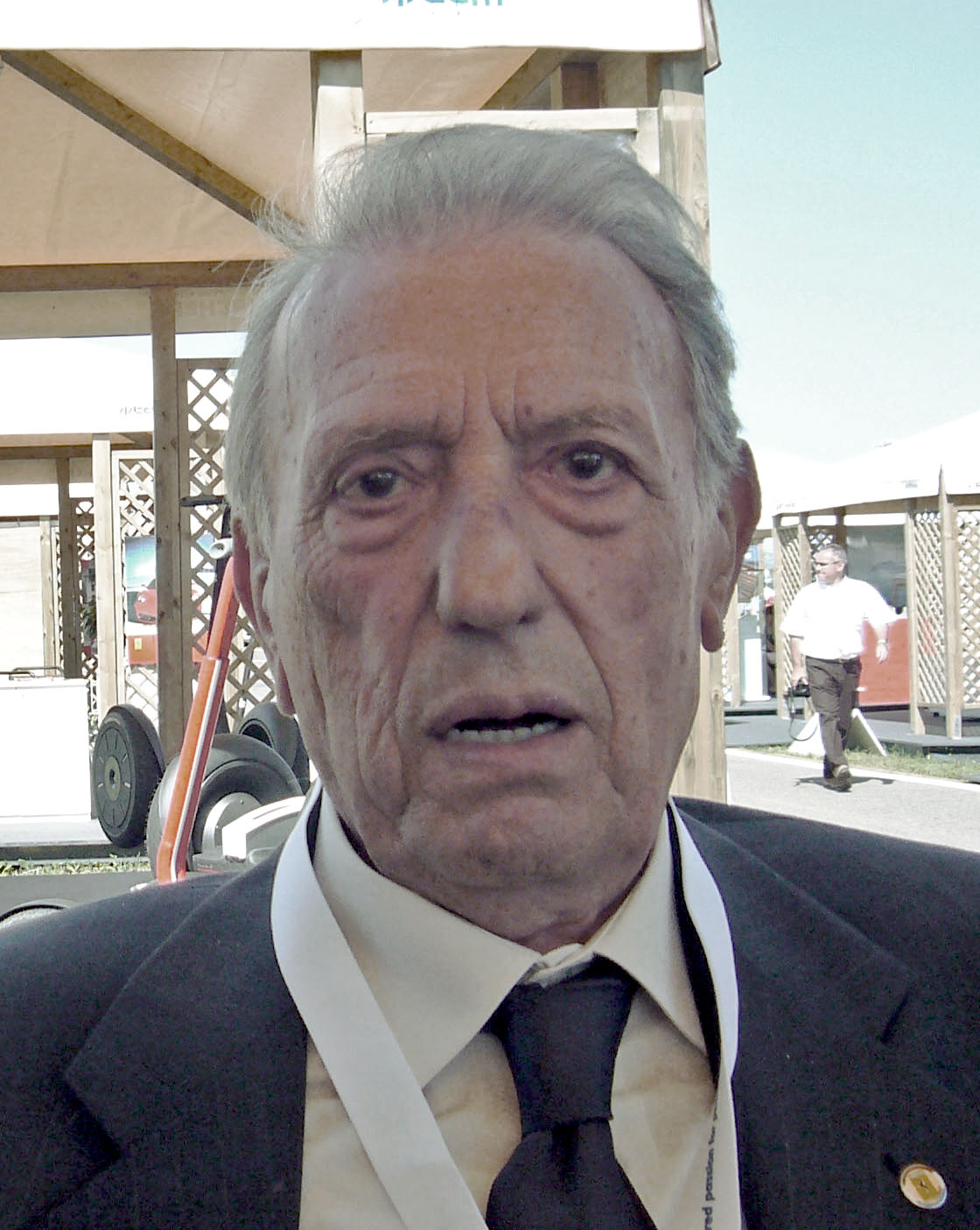
Sergio Scaglietti (2007)

Sergio Scaglietti (* 9. Januar 1920 in Modena; † 20. November 2011 ebenda) war ein italienischer Automobildesigner und Unternehmer. Die von ihm gegründete Carrozzeria Scaglietti war eng mit dem Sportwagenhersteller Ferrari verbunden.

## Leben
Sergio Scaglietti absolvierte in den frühen 1930er-Jahren in einer kleinen Modeneser Werkstatt eine Lehre zum Automobilmechaniker. Bereits 1937 ergaben sich erste Kontakte zu Enzo Ferrari, der seinerzeit in Modena die Scuderia Ferrari unterhielt, einen Rennstall, der Fahrzeuge von Alfa Romeo einsetzte. Scagliettis Arbeitgeber wurde von Ferrari wiederholt mit der Reparatur bzw. dem Wiederaufbau beschädigter Rennwagen betraut.

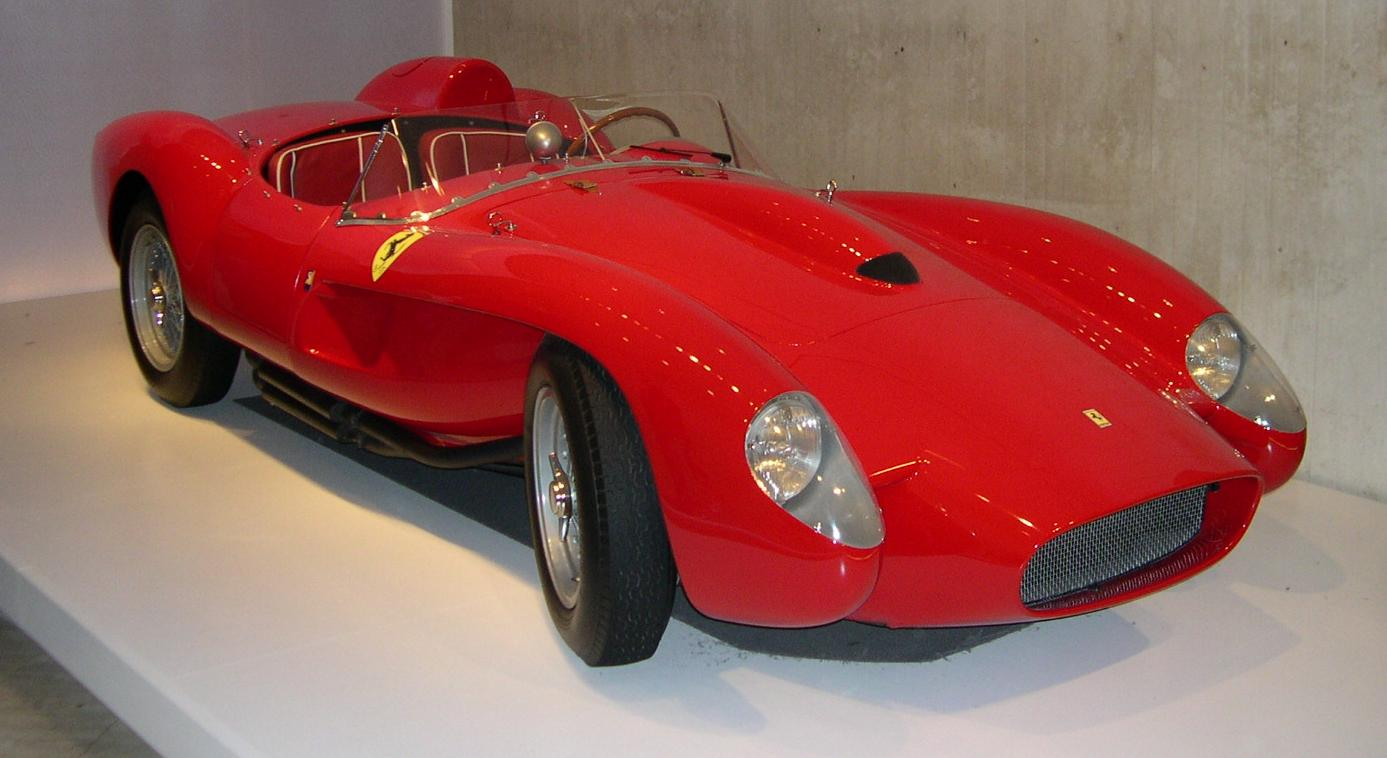
Ferrari 250 Testa Rossa

Nach dem Zweiten Weltkrieg machte sich Scaglietti in Maranello mit einem Reparaturbetrieb für Automobile selbständig. Die 1951 gegründete Carrozzeria Scaglietti hatte ihren Sitz in unmittelbarer Nähe zu den Werksanlagen Ferraris. Nachdem Scaglietti anfänglich lediglich Reparaturarbeiten für Ferrari übernommen hatte, baute Scaglietti Mitte der 1950er-Jahre erstmals eine komplette Karosserie für ein Ferrari-Chassis. An diese Arbeit schlossen sich bald weitere Aufträge Ferraris. Zunächst entwarf Sergio Scaglietti die Karosserien selbst. Zu seinen bekanntesten Kreationen Scagliettis gehört der Ferrari 250 Testa Rossa. Neben den Arbeiten für Ferrari, die bald den Schwerpunkt der Tätigkeit Scagliettis darstellten, entwarf er einige Karosserien für Alfa Romeo, Maserati oder Stanguellini; sie blieben aber zumeist Einzelstücke.
Später konzentrierte sich das Werk auf die serienmäßige Produktion von Karosserien, die andere Designer entworfen hatten. In den 1960er-Jahren entstanden die meisten Ferrari-Karosserien in den Werkstätten Scagliettis; Scaglietti war zum bevorzugten Karosserielieferanten Ferraris geworden. Die Entwürfe beruhten nun vielfach auf Arbeiten von Pininfarina. Das Auto, das Scaglietti am meisten schätzte, war der Ferrari 275 GTB.

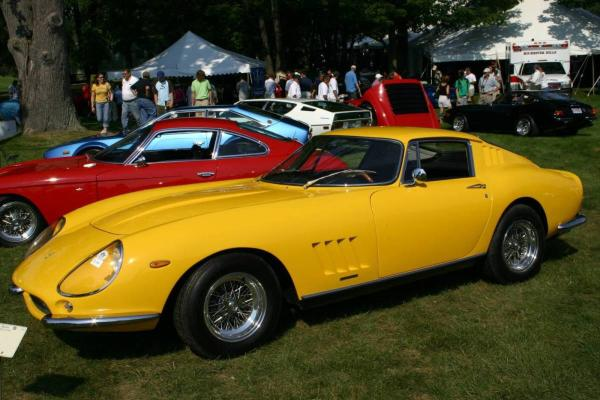
Ferrari 275 GTB

1975 verkaufte Scaglietti sein Unternehmen an Ferrari. Der italienische Sportwagenhersteller setzte die Produktion von Karosserien in Scagliettis Werk fort. Zu Ehren Sergio Scagliettis erhielt der 2004 vorgestellte Ferrari 612 den Beinamen „Scaglietti“.
Sergio Scaglietti verstarb am 20. November 2011 im Alter von 91 Jahren.